# Jim Duggan
James Stuart Duggan (Glens Falls (New York), 14 januari 1954), beter bekend als "Hacksaw" Jim Duggan, is een Amerikaans professioneel worstelaar die vooral bekend is van zijn tijd bij World Championship Wrestling en World Wrestling Federation/Entertainment.
Bij de WWF nam hij steevast een balk (2-by-4) mee naar de ring om indruk te maken.
In de jaren negentig was "Hacksaw" Jim Duggan actief bij de WCW. In zijn vroege jaren was hij footballspeler. Duggan en zijn vrouw hebben twee dochters.

## In worstelen
- Afwerkingbewegingen
  - Three–point stance
  - Mounted punches
- Kenmerkende bewegingen
  - Old Glory (Jumping knee drop)
  - Scoop slam, sometimes preceeded by spinning the opponent

- Kenmerkende voorwerpen/wapens
  - Amerikaans Vlag
  - Plank (2-by-4)

- Bijnamen
  - "Big"
  - "Hacksaw"

## Prestaties
- International Wrestling Association of Japan
  - IWA World Heavyweight Championship (1 keer)

- International Wrestling Cartel
  - IWC Tag Team Championship (1 keer met Scottie Gash)

- Texas All-Star Wrestling
  - Texas All-Star Wrestling Championship (1 keer)

- Mid-South Wrestling Association / Universal Wrestling Federation
  - Mid-South Louisiana Championship (1 keer)
  - Mid-South North American Championship (1 keer)
  - Mid-South Tag Team Championship (1 keer met Magnum T.A.)
  - UWF World Tag Team Championship (1 keer met Terry Taylor)

- World Championship Wrestling
  - WCW United States Heavyweight Championship (1 keer)
  - WCW World Television Championship (1 keer)

- World Wide Wrestling Alliance
  - WWWA United States Championship (1 keer)

- World Wrestling Federation
  - Royal Rumble (1988)
  - WWE Hall of Fame (Class 2011)